# قراقرم (شهر)
قَراقُرُم (مغولی: Хархорум، ᠬᠠᠷᠠᠬᠣᠷᠣᠮ) یک شهر و محوطه باستانی در مغولستان است که در استان اوورخانگای واقع شده‌است.